# Dryopteris rhomboideo-ovata
Dryopteris rhomboideo-ovata là một loài dương xỉ trong họ Dryopteridaceae. Loài này được H.Ito mô tả khoa học đầu tiên năm 1933.
Danh pháp khoa học của loài này chưa được làm sáng tỏ. 